# Sylwan (Moussa)
Sylwan, nazwisko świeckie Moussa (ur. 1967 w Maracay) – duchowny prawosławnego Patriarchatu Antiocheńskiego, od 2018 metropolita Byblos i Batroun.

## Życiorys
Urodził się w Wenezueli. W 1996 został wyświęcony na diakona. Święcenia kapłańskie przyjął w 2000. Chirotonię biskupią otrzymał w 2006 jako metropolita Buenos Aires. 27 kwietnia 2018 został mianowany metropolitą Byblos i Batroun.